# Сокілецький парк
Сокілецький парк — парк-пам'ятка садово-паркового мистецтва, розташований у с. Сокілець Немирівського району Вінницької області на березі р. Південний Буг. Оголошений відповідно до Рішення Вінницького облвиконкому № 335 від 22.06.1972 р. та № 187 від 13.05.1996 р. 
Засновано парк в кінці XVII - початку XVIII століть. До 1964 року він був складовою частиною Печерського парку,  від якого відділявся лише річкою.
Нині на території Сокілецького парку функціонує дитячий санаторій.
Основний масив декоративних насаджень - віковий сосновий бір на крутому скелястому пагорбі. Особливу принадність  ландшафту надають могутні виходи гранітних порід на поверхню берега. Звідси відкривається широка панорама на протилежне узбережжя, де в оточенні зелен і проглядає санаторій.
В парку  зростають  найкрупніші в Україні екземпляри ялини східної.  Виділяються також сосна чорна, дуб звичайний, горобина, ялина колюча, липа, клен та невеликий масив вільхи чорної, що смугою  тягнуться вздовж бузьких берегів.  Всього тут близько 60 деревних і чагарникових порід.
Поперек схилу на терасах висаджено Фруктові дерева, кущові та штамбові троянди, декоративні чагарники, розміщено павільони будинку відпочинку.
Сокілецький парк - один з кращих зразків майстерного використання особливостей ландшафту в "зеленому" будівництві.